# .es
.es – domena internetowa przypisana dla stron internetowych z Hiszpanii. Skrót ten pochodzi od hiszpańskiego España.

## Domeny drugiego stopnia
- .com.es - strony biznesowe, należące do firm.
- .nom.es - strony personalne.
- .org.es - strony organizacji.
- .gob.es - strony rządowe.
- .edu.es - strony instytucji edukacyjnych.